# Mary Ann Meets the Gravediggers and Other Short Stories
Mary Ann Meets the Gravediggers and Other Short Stories è una raccolta di canzoni della cantautrice Regina Spektor pubblicato nel 2006 per il mercato inglese. Include brani dai suoi tre precedenti album 11:11, Songs e Soviet Kitsch.
Il titolo nasce dal fatto che molte delle canzoni scelte contenevano riferimenti ai relativi personaggi.

## Tracce
1. Oedipus (Songs)
2. Love Affair (11:11)
3. Poor Little Rich Boy (Soviet Kitsch)
4. Sailor Song (Soviet Kitsch)
5. Mary Ann (11:11)
6. Prisoners (Songs)
7. Consequence of Sounds (Songs)
8. Daniel Cowman (Songs)
9. Lacrimosa (Songs)
10. Pavlov's Daughter (11:11)
11. Chemo Limo (Soviet Kitsch)
12. Us (Soviet Kitsch)